# Paul Silas
Paul Theron Silas (Prescott, 12 luglio 1943 – Denver, 10 dicembre 2022) è stato un cestista e allenatore di pallacanestro statunitense, professionista nella NBA.

## Carriera
Venne selezionato dai St. Louis Hawks al secondo giro del Draft NBA 1964 (10ª scelta assoluta).

## Statistiche

### NBA

#### Regular Season
| Anno       | Squadra          | PG    | PT | MP   | TC%  | 3P% | TL%  | RP   | AP  | PRP | SP  | PP   |
| ---------- | ---------------- | ----- | -- | ---- | ---- | --- | ---- | ---- | --- | --- | --- | ---- |
| 1964-1965  | St. Louis Hawks  | 79    | -  | 15,7 | 37,3 | -   | 50,6 | 7,3  | 0,6 | -   | -   | 4,6  |
| 1965-1966  | St. Louis Hawks  | 46    | -  | 12,7 | 40,5 | -   | 57,4 | 5,1  | 0,5 | -   | -   | 3,8  |
| 1966-1967  | St. Louis Hawks  | 77    | -  | 20,4 | 42,9 | -   | 53,1 | 8,7  | 1,0 | -   | -   | 6,8  |
| 1967-1968  | St. Louis Hawks  | 82    | -  | 32,3 | 45,8 | -   | 70,5 | 11,7 | 2,0 | -   | -   | 13,4 |
| 1968-1969  | Atlanta Hawks    | 79    | -  | 23,5 | 41,9 | -   | 61,3 | 9,4  | 1,8 | -   | -   | 8,7  |
| 1969-1970  | Phoenix Suns     | 78    | -  | 36,4 | 46,4 | -   | 60,7 | 11,7 | 2,7 | -   | -   | 12,8 |
| 1970-1971  | Phoenix Suns     | 81    | -  | 36,3 | 42,8 | -   | 68,5 | 12,5 | 3,0 | -   | -   | 11,9 |
| 1971-1972  | Phoenix Suns     | 80    | -  | 38,5 | 47,0 | -   | 77,3 | 11,9 | 4,3 | -   | -   | 17,5 |
| 1972-1973  | Boston Celtics   | 80    | -  | 32,7 | 47,0 | -   | 70,0 | 13,0 | 3,1 | -   | -   | 13,3 |
| 1973-1974† | Boston Celtics   | 82    | -  | 31,7 | 44,0 | -   | 78,3 | 11,2 | 2,3 | 0,8 | 0,2 | 11,5 |
| 1974-1975  | Boston Celtics   | 82    | -  | 32,5 | 41,7 | -   | 70,9 | 12,5 | 2,7 | 0,7 | 0,3 | 10,6 |
| 1975-1976† | Boston Celtics   | 81    | -  | 32,9 | 42,6 | -   | 70,9 | 12,7 | 2,5 | 0,7 | 0,4 | 10,7 |
| 1976-1977  | Denver Nuggets   | 81    | -  | 24,2 | 36,0 | -   | 66,7 | 7,5  | 1,6 | 0,7 | 0,3 | 7,2  |
| 1977-1978  | Seattle S.Sonics | 82    | -  | 26,5 | 39,7 | -   | 58,6 | 8,1  | 1,8 | 0,8 | 0,2 | 5,8  |
| 1978-1979† | Seattle S.Sonics | 82    | -  | 23,9 | 42,3 | -   | 59,8 | 7,0  | 1,4 | 0,4 | 0,2 | 5,6  |
| 1979-1980  | Seattle S.Sonics | 82    | -  | 19,5 | 37,8 | -   | 65,4 | 5,3  | 0,8 | 0,3 | 0,1 | 3,8  |
| Carriera   | Carriera         | 1.254 | -  | 27,9 | 43,2 | -   | 67,3 | 9,9  | 2,1 | 0,6 | 0,2 | 9,4  |

#### Playoffs
| Anno     | Squadra          | PG  | PT | MP   | TC%  | 3P% | TL%  | RP   | AP  | PRP | SP  | PP   |
| -------- | ---------------- | --- | -- | ---- | ---- | --- | ---- | ---- | --- | --- | --- | ---- |
| 1965     | St. Louis Hawks  | 4   | -  | 10,5 | 40,0 | -   | 75,0 | 4,5  | 0,3 | -   | -   | 2,8  |
| 1966     | St. Louis Hawks  | 7   | -  | 11,4 | 27,8 | -   | 72,7 | 4,9  | 0,3 | -   | -   | 2,6  |
| 1967     | St. Louis Hawks  | 8   | -  | 15,3 | 25,0 | -   | 61,1 | 6,5  | 0,8 | -   | -   | 3,6  |
| 1968     | St. Louis Hawks  | 6   | -  | 29,7 | 43,1 | -   | 71,1 | 9,5  | 3,5 | -   | -   | 11,8 |
| 1969     | Atlanta Hawks    | 11  | -  | 23,5 | 36,2 | -   | 51,4 | 8,4  | 1,9 | -   | -   | 5,5  |
| 1970     | Phoenix Suns     | 7   | -  | 40,9 | 42,2 | -   | 65,6 | 15,9 | 4,3 | -   | -   | 16,1 |
| 1973     | Boston Celtics   | 13  | -  | 39,4 | 39,2 | -   | 62,0 | 15,1 | 3,0 | -   | -   | 9,6  |
| 1974†    | Boston Celtics   | 18  | -  | 31,9 | 39,7 | -   | 83,0 | 10,6 | 2,6 | 0,7 | 0,5 | 8,0  |
| 1975     | Boston Celtics   | 11  | -  | 36,8 | 45,7 | -   | 64,0 | 11,8 | 3,6 | 1,1 | 0,2 | 9,1  |
| 1976†    | Boston Celtics   | 18  | -  | 41,2 | 44,8 | -   | 81,2 | 13,7 | 2,3 | 1,3 | 0,3 | 10,8 |
| 1977     | Denver Nuggets   | 6   | -  | 23,5 | 42,4 | -   | 54,2 | 6,7  | 2,7 | 0,3 | 0,7 | 6,8  |
| 1978     | Seattle S.Sonics | 22  | -  | 27,5 | 35,1 | -   | 68,3 | 8,5  | 1,6 | 0,5 | 0,3 | 4,9  |
| 1979†    | Seattle S.Sonics | 17  | -  | 24,6 | 38,9 | -   | 67,4 | 5,8  | 1,1 | 0,5 | 0,3 | 4,3  |
| 1980     | Seattle S.Sonics | 15  | -  | 17,1 | 30,2 | -   | 84,6 | 5,0  | 1,0 | 0,6 | 0,1 | 2,5  |
| Carriera | Carriera         | 163 | -  | 28,3 | 39,7 | -   | 69,2 | 9,4  | 2,1 | 0,8 | 0,3 | 6,9  |

### Allenatore
| Stagione | Squadra             | Regular Season | Regular Season | Regular Season | Regular Season | Regular Season           | Post Season                                             |
| Stagione | Squadra             | V              | P              | % V            | G              | Posizione finale         | Post Season                                             |
| -------- | ------------------- | -------------- | -------------- | -------------- | -------------- | ------------------------ | ------------------------------------------------------- |
| 1980-81  | San Diego Clippers  | 36             | 46             | 43,9           | 82             | 5º in Pacific Division   | Manca i play-off                                        |
| 1981-82  | San Diego Clippers  | 17             | 65             | 20,7           | 82             | 6º in Pacific Division   | Manca i play-off                                        |
| 1982-83  | San Diego Clippers  | 25             | 57             | 30,5           | 82             | 6º in Pacific Division   | Manca i play-off                                        |
| 1998-99  | Charlotte Hornets   | 22             | 13             | 62,9           | 35             | 5º in Central Division   | Manca i play-off                                        |
| 1999-00  | Charlotte Hornets   | 49             | 33             | 59,8           | 82             | 2º in Central Division   | Sconfitto al primo round dai 76ers (1-3)                |
| 2000-01  | Charlotte Hornets   | 46             | 36             | 56,1           | 82             | 3º in Central Division   | Sconfitto alle Semifinali di Conference dai Bucks (3-4) |
| 2001-02  | Charlotte Hornets   | 44             | 38             | 53,7           | 82             | 2º in Central Division   | Sconfitto alle Semifinali di Conference dai Nets (1-4)  |
| 2002-03  | N.O. Hornets        | 47             | 35             | 57,3           | 82             | 3º in Central Division   | Sconfitto al primo round dai 76ers (2-4)                |
| 2003-04  | Cleveland Cavaliers | 35             | 47             | 42,7           | 82             | 5º in Central Division   | Manca i play-off                                        |
| 2004-05  | Cleveland Cavaliers | 34             | 30             | 53,1           | 64             | -                        | -                                                       |
| 2010-11  | Charlotte Bobcats   | 25             | 29             | 46,3           | 54             | 4º in Southeast Division | Manca i play-off                                        |
| 2011-12  | Charlotte Bobcats   | 7              | 59             | 10,6           | 66             | 5º in Southeast Division | Manca i play-off                                        |
|          | Carriera            | 387            | 488            | 44,2           | 875            |                          |                                                         |

## Palmarès

### Giocatore
- NCAA AP All-America Third Team (1964)
- Campionato NBA: 3

Boston Celtics: 1974, 1976
Seattle Supersonics: 1979
- 2 volte NBA All-Defensive First Team (1975, 1976)
- 3 volte NBA All-Defensive Second Team (1971, 1972, 1973)
- 2 volte NBA All-Star (1972, 1975)
- 1 volta maggior numero di rimbalzi offensivi in stagione NBA
- Ventunesimo miglior rimbalzista di sempre NBA